# Герсфельд
Герсфельд (нім. Gersfeld) — місто в Німеччині, знаходиться в землі Гессен. Підпорядковується адміністративному округу Кассель. Входить до складу району Фульда.
Площа — 89,37 км2. Населення становить 5480 ос. (станом на 31 грудня 2020).